# Domen Valič
Domen Valič, slovenski televizijski voditelj, igralec, * 9. marec 1984.
Leta 2004 se je vpisal na AGRFT in študiral dramsko igro in umetniško besedo. Že v času študija je nastopal na profesionalnih odrih. Posebej je opozoril nase v vlogi Joja v mladinski predstavi Boksarsko srce Lutza Hübnerja (r. Samo M. Strelec, LGL, dramski oder za mlade, 2008), za katero je leta 2009 prejel nagrado zlata paličica za najboljšo moško vlogo. Od 2009 do 2017 je bil član igralskega ansambla  MGL. V zadnjem času se je uveljavil tudi na televizijskih ekranih (Parada TV Slovenija, Slovenija ima talent POP TV,...)
Je sin igralca Iztoka Valiča in Amande Mlakar, brat igralca Vida Valiča in vnuk igralca Aleksandra Valiča.

## Filmi in serije

### Filmi
- Všečkana - vloga Petra (2017)
- Preboj - vloga Franca Severja (2019)

### Serije
- Usodno vino, romantična serija - vloga Erika Habjana (2015-2017)
- Reka ljubezni, romantična serija - vloga Marka Sotlarja (2018)
- Ja, Chef!, komična kuharska serija - vloga Miha Kosa (2021–danes)
- Življenja Tomaža Kajzerja 2, dramska serija - vloga predsednika vlade (2024, 2. del)
- Vse punce mojga brata

## Igralska rodbina Valič

### Potomci Aleksandra Valiča
| ↓ Aleksander Valič ↓ (1919–2015)        | ↓ Aleksander Valič ↓ (1919–2015)        | ↓ Aleksander Valič ↓ (1919–2015) |
| ↓ njegov sin ↓                          | ↓ njegov nečak ↓                        | ↓ njegov daljni sorodnik ↓       |
| --------------------------------------- | --------------------------------------- | -------------------------------- |
| ↓ Iztok Valič ↓ (1950– )                | ↓ Dare Valič ↓ (1941–2023)              | ↓ Aleš Valič ↓ (1955– )          |
| Vid Valič (1982– ) Domen Valič (1984– ) | Nina Valič (1973– ) Blaž Valič (1974– ) | Matic Valič                      |

## Nagrade in nominacije
| Leto | Nominacija                             | Nagrada Da/Ne |
| ---- | -------------------------------------- | ------------- |
| 2017 | Nominacija za Žarometi za igralca leta | Da            |